# Union sportive Lusitanos de Saint-Maur
Actualités
L'Union sportive Lusitanos Saint-Maur est un club de football français d'identité portugaise basé à Saint-Maur-des-Fossés.

## Histoire

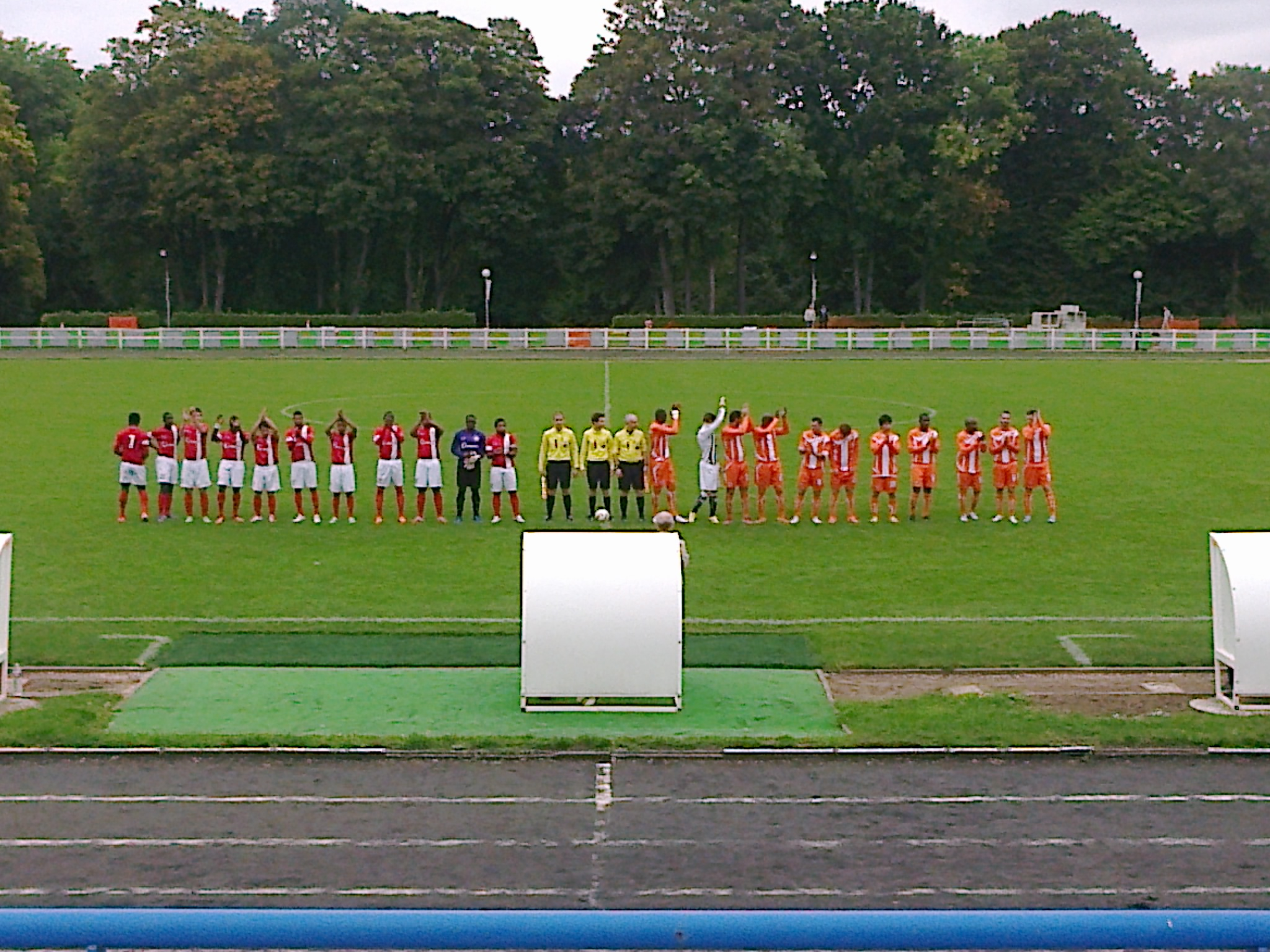
Présentation des équipes lors du match AC Boulogne Billancourt - Saint-Maur Lusitanos (DH) du 22 septembre 2013

Le club est fondé en 1966, à l'initiative de José Lebre, sous le nom de l'Uniao Desportiva os Lusitanos, en s'appuyant sur la communauté portugaise installée à Saint-Maur-des-Fossés depuis peu, ayant fui la dictature de Salazar au Portugal.
Le club connait ses heures de gloire dans les années 90 avec une équipe première évoluant en National. En 2001-2002, avec sa recrue Mickaël Murcy, les Lusitanos enchaînent les victoires en Coupe de France et atteignent même les huitièmes de finale de la compétition en éliminant les Girondins de Bordeaux en seizième de finale. Le parcours des Lusitanos s'arrête au Stade de la Meinau face au RC Strasbourg.

### Fusion avortée et difficultés financières (2002-2011)
Armand Lopes reste à la présidence du club de 1971 à 2002. Il est favorable à une fusion entre son club et l'US Créteil Football, qui évolue en Ligue 2. Mais en assemblée générale, les deux clubs repoussent la fusion. Armand Lopes quitte alors la présidence des Lusitanos pour celle de l'US Créteil qu'il s'empresse de rebaptiser US Créteil Lusitanos. Sans soutien financier, le club de Saint-Maur abandonne sa place en National et repart en Division supérieure régionale de la Ligue de Paris, soit un recul de quatre niveaux.

### Années de remontées (2011-2016)
Après une double descente lors des saisons 2009-2010 et 2010-2011, Adérito Moreira (un ancien joueur de la grande époque) reprend l'équipe et la fait remonter deux saisons consécutives, en 2011-2012 et 2012-2013. Lors de la saison 2012-2013, Lusitanos remporte même la coupe de Paris. Le Brésilien Valdo, ancien joueur du PSG et de Benfica, est nommé directeur sportif du club à l'été 2011, permettant le recrutement de nombreux joueurs brésiliens. Il quitte le club fin 2014 pour se concentrer sur ses activités de consultant.
En 2013, le club en partenariat avec VM TV la télévision du Val-de-Marne créent l'émission de télévision « Lusitanos le mag » un magazine exclusif sur l'actualité du club.
Lors de la saison 2014-2015, les Lusitanos de Saint-Maur évoluent en Division d'Honneur (DH). Le 15 novembre 2014, les Lusitanos signent un nouvel exploit en Coupe de France en éliminant à l'occasion du septième tour l'US Créteil-Lusitanos, club voisin évoluant en Ligue 2, sur le terrain des Cristoliens, sur le score de 4-3. Lors du 8e tour, le 6 décembre, les Lusitanos gagnent 3-1 après prolongation face à Moulins (CFA) et se qualifient pour le tour suivant. Le 3 janvier 2015, ils rencontrent le Stade de Reims dans le cadre des 32es de finale de la Coupe de France et sont éliminés à l'issue du match. À la fin de la saison, ils montent en CFA 2. 
Pour la saison 2015-2016, le Portugais Carlos Secretário, ancienne gloire du FC Porto, devient entraîneur principal du club francilien qui se professionnalise un peu plus. En effet, une société anonyme sportive professionnelle (SASP) est créée pour l'équipe première qui voit son budget doubler. De plus, les joueurs se voit doter d'un car pour leurs déplacements. À l'issue de la saison, et une victoire 5-0 contre le SC Feignies, les Lusitanos terminent meilleurs deuxièmes et obtiennent leur montée en CFA, quatorze ans après la dernière apparition à ce niveau.

### L'ère du National 2 (2016-2023)
En 2016-2017, les Lusitanos de Saint-Maur, de retour en CFA, font longtemps la course en tête pour la montée en National, avant finalement de voir l'Entente SSG les dépasser. En mai 2017, Les Lusitanos nomme un nouveau directeur sportif, Antonio Tavares, ancien joueur du club dans les années 2000, et se structure encore un peu plus. Pour la saison 2017-2018, ils continuent au même niveau, devenu National 2, avec un nouvel entraîneur, Luís Loureiro. L'effectif est renouvelé en profondeur, seuls neuf joueurs de la saison dernière étant restés au club qui voit son budget passer de 600 000 € à 900 000 €. L'équipe finit la saison à la 6e place de son groupe.
À l'aube de la saison 2018-2019, le club opère un changement radical avec le recrutement d'un entraîneur français, Bernard Bouger, une première depuis 2009. Arrivent également Salah Mahdjoub en tant qu'adjoint et Mohamed Benhamou, nouvel entraîneur des gardiens. L'intersaison a été aussi marquée par un bouleversement de l'effectif avec le départ de plusieurs joueurs portugais. Après une entame de championnat difficile, les Lusitanos Saint-Maur réalisent une grosse 2e partie de saison avec 7 succès en 8 matchs et obtiennent la 2e place du groupe D derrière le champion Créteil.
En 2019, de nouveaux investisseurs arrivent au club, avec la volonté de changer le club de dimension et ainsi atteindre le Championnat National sous peu et la Ligue 2 d'ici 5 ans. Ainsi en septembre 2019, trois nouveaux actionnaires que sont Mário Martins, Carlos Vinhas Pereira et Mapril Baptista rejoignent la SASP du club, avec également un poste de président pour ce dernier. Le budget du club passera d'ailleurs de 870 000 € à 1 million d'euros. Pour la saison 2019-2020, le club effectue de nouveau un gros remaniement d'effectif avec l'arrivée de 12 joueurs. Fin septembre 2019, Mapril Baptista succède officiellement à Arthur Machado à la présidence du club saint-mauriens.
Durant l'intersaison 2019, le club des Lusitanos effectue un stage d'une semaine au Portugal, renouant des liens avec ses origines. À cette occasion, les Lusitanos ont battu (1-0) l'Uniao de Leiria, ancien pensionnaire de l'élite redescendu en D3, devant un millier de spectateurs. Ils ont également fait match nul (0-0) face à la D1 de Belenenses, puis ses U23, avec la même affluence.
Les Lusitanos de Saint-Maur réalisent un début de saison 2019-2020 correct avec une 5e place du groupe A de National 2, après 9 journées de championnat. Le club est en revanche éliminé dès le 5e tour de Coupe de France par Gennevilliers CSM. En octobre, le club accueille le SC Bastia au stade Chéron. Devant de plus de 500 supporters bastiais, le club francilien s'impose 2-1. Mais à la suite du match, des supporters corses ont été agressés par cinq hommes cagoulés. Les Lusitanos Saint-Maur condamnent dans un communiqué cette agression et affirment que la personne identifiée ne possède aucun lien avec le club. En fin d'année 2019, le club, enchaînant une série de 4 matchs sans victoires, décide de se renforcer et recrute trois joueurs. En difficulté en championnat, relégué en 8e position, le club annonce en janvier 2020 la signature de l'international marocain Abdelaziz Barrada. Le championnat étant arrêté mi-mars en raison de la pandémie de Covid-19, les Lusitanos terminent à la 8e place du Groupe A de National 2. À l'issue de la saison, le club se sépare de l'entraîneur Bernard Bouger, et de son adjoint Salah Mahdjoub. Aderito Moreira, ancien joueur et entraîneur du club à plusieurs reprises, est alors nommé manager général.

### Descente en National 3
La saison 2022-23 des Lusitanos se passe très mal. Le club lutte contre la relégation ce qui conduit les dirigeants à se séparer de Yann Lachuer. Le portugais Aderito Moreira fait alors son retour sur le banc de l'équipe pour la sauver. Après un match nul (1-1) contre Épinal lors de l'ultime journée, le club est relégué en cinquième division. Les rouges et verts retrouvent le N3 près de sept ans après leur dernier passage à ce niveau.
Aderito Moreira n'est pas reconduit par la direction pour la saison 2023-2024.

## Résultats sportifs

### Palmarès
| Compétitions nationales | Compétitions régionales                                                                                                |
| --- | --- |
| - Championnat de France D4 (CFA/N2) (1) - Champion : 2001 - Vice-champion : 1996 - Championnat de France D5 (N3) - Vainqueur de groupe : 2025 | - Division d’Honneur Paris Île-de-France (2) - Champion : 1993 et 2015 - Coupe de Paris (2) - Vainqueur : 2003 et 2013 |

### Bilan saison par saison
| Saison    | Div.         | clas. | Pts | Vic. | Nuls | Déf. | B.P. | B.C. | D.B. | Coupe de France | Coupe de Paris |
| 1990-1991 | DH Paris     | 2e    | 22  | 11   | 7    | 4    | 42   | 26   | +16  | tour prélim.    | -.             |
| 1991-1992 | DH Paris     | 3e    | 22  | 10   | 7    | 5    | 36   | 27   | +9   | tour prélim.    |                |
| 1992-1993 | DH Paris     | 1er   | 22  | 13   | 5    | 4    | 41   | 24   | +17  | tour prélim.    |                |
| 1993-1994 | National 3-A | 2e    | 26  | 12   | 10   | 4    | 47   | 28   | +19  | tour prélim.    |                |
| 1994-1995 | National 2-D | 13e   | 34  | 8    | 14   | 12   | 52   | 54   | -2   | 6e tour         | -.             |
| 1995-1996 | National 2-A | 1er   | 34  | 19   | 10   | 5    | 44   | 20   | +24  | tour prélim.    | -.             |
| 1996-1997 | National-A   | 4e    | 34  | 17   | 8    | 9    | 37   | 29   | +8   | 8e tour         | -.             |
| 1997-1998 | National     | 8e    | 34  | 11   | 10   | 13   | 33   | 39   | -6   | tour prélim.    | -.             |
| 1998-1999 | National     | 17e   | 36  | 9    | 12   | 15   | 40   | 45   | -5   | 8e tour         | -.             |
| 1999-2000 | CFA-D        | 2e    | 34  | 19   | 11   | 4    | 52   | 27   | +25  | tour prélim.    | -.             |
| 2000-2001 | CFA-D        | 1er   | 34  | 23   | 6    | 5    | 72   | 37   | +35  | 5e tour         | -.             |
| 2001-2002 | National     | 18e   | 38  | 9    | 10   | 19   | 32   | 49   | -17  | 8e de finale    | -.             |
| 2002-2003 | DSR Paris    | 2e    |     |      |      |      |      |      |      | tour prélim.    | Vainqueur      |
| 2003-2004 | DSR Paris    | 2e    |     |      |      |      |      |      |      | tour prélim.    | -.             |
| 2004-2005 | DH Paris     | 11e   | 55  | 7    | 8    | 11   | 26   | 28   | -2   | tour prélim.    | -.             |
| 2005-2006 | DH Paris     | 8e    | 62  | 10   | 6    | 10   | 29   | 34   | -5   | tour prélim.    | Demi-finale    |
| 2006-2007 | DH Paris     | 11e   | 26  | 6    | 11   | 9    | 18   | 23   | -5   | 5e tour         | -.             |
| 2007-2008 | DH Paris     | 8e    | 56  | 7    | 9    | 10   | 27   | 32   | -5   | 5e tour         | -.             |
| 2008-2009 | DH Paris     | 12e   | 50  | 5    | 10   | 11   | 22   | 29   | -7   | 4e tour         | -.             |
| 2009-2010 | DH Paris     | 12e   | 56  | 8    | 6    | 12   | 27   | 31   | -4   | tour prélim.    | -.             |
| 2010-2011 | DSR Paris    | 12e   | 40  | 5    | 3    | 14   | 21   | 42   | -21  | 5e tour         | -.             |
| 2011-2012 | DHR Paris    | 1er   | 71  | 14   | 7    | 1    | 58   | 18   | +36  | 6e tour         | Demi-finale    |
| 2012-2013 | DSR Paris    | 1er   | 70  | 14   | 6    | 2    | 48   | 14   | +34  | 6e tour         | Vainqueur      |
| 2013-2014 | DH Paris     | 6e    | 62  | 11   | 3    | 12   | 32   | 28   | +4   | 7e tour         | 4e tour        |
| 2014-2015 | DH Paris     | 1er   | 80  | 16   | 6    | 4    | 51   | 21   | +30  | 32e de finale   | 16e de finale  |
| 2015-2016 | CFA 2-G      | 2e    | 76  | 14   | 8    | 4    | 45   | 28   | +17  | 4e tour         |                |
| 2016-2017 | CFA-B        | 3e    | 54  | 14   | 12   | 4    | 36   | 20   | +16  | 4e tour         |                |
| 2017-2018 | National 2-C | 6e    | 46  | 12   | 10   | 8    | 37   | 33   | +4   | 7e tour         |                |
| 2018-2019 | National 2-D | 2e    | 49  | 13   | 10   | 7    | 55   | 37   | +18  | 8e tour         |                |
| 2019-2020 | National 2-A | 8e    | 24  | 6    | 6    | 9    | 22   | 23   | -1   | 5e tour         |                |
| 2020-2021 | National 2-B | 6e    | 13  | 4    | 1    | 3    | 13   | 7    | +6   | 7e tour         |                |
| 2021-2022 | National 2-B | 6e    | 47  | 11   | 14   | 5    | 32   | 22   | +10  | 6e tour         |                |
| 2022-2023 | National 2-B | 12e   | 35  | 8    | 11   | 11   | 31   | 39   | -8   | 5e tour         |                |

## Personnalités

### Entraîneurs
- Sylvain Matrisciano (2001–2002)
- Adérito Moreira (2011–2015)
- Carlos Secretário (2015–2017)
- Luís Loureiro (2017–2018)
- Bernard Bouger (2018–2020)
- Aderito Moreira (2020–2022)
- Yann Lachuer (juillet 2022–avril 2023)
- Adèrito Moreira (avril 2023–juin 2023)
- Mohamed Tazamoucht (2023–nov. 2023)[33]
- Hélder Esteves (depuis nov. 2023)

## Stades

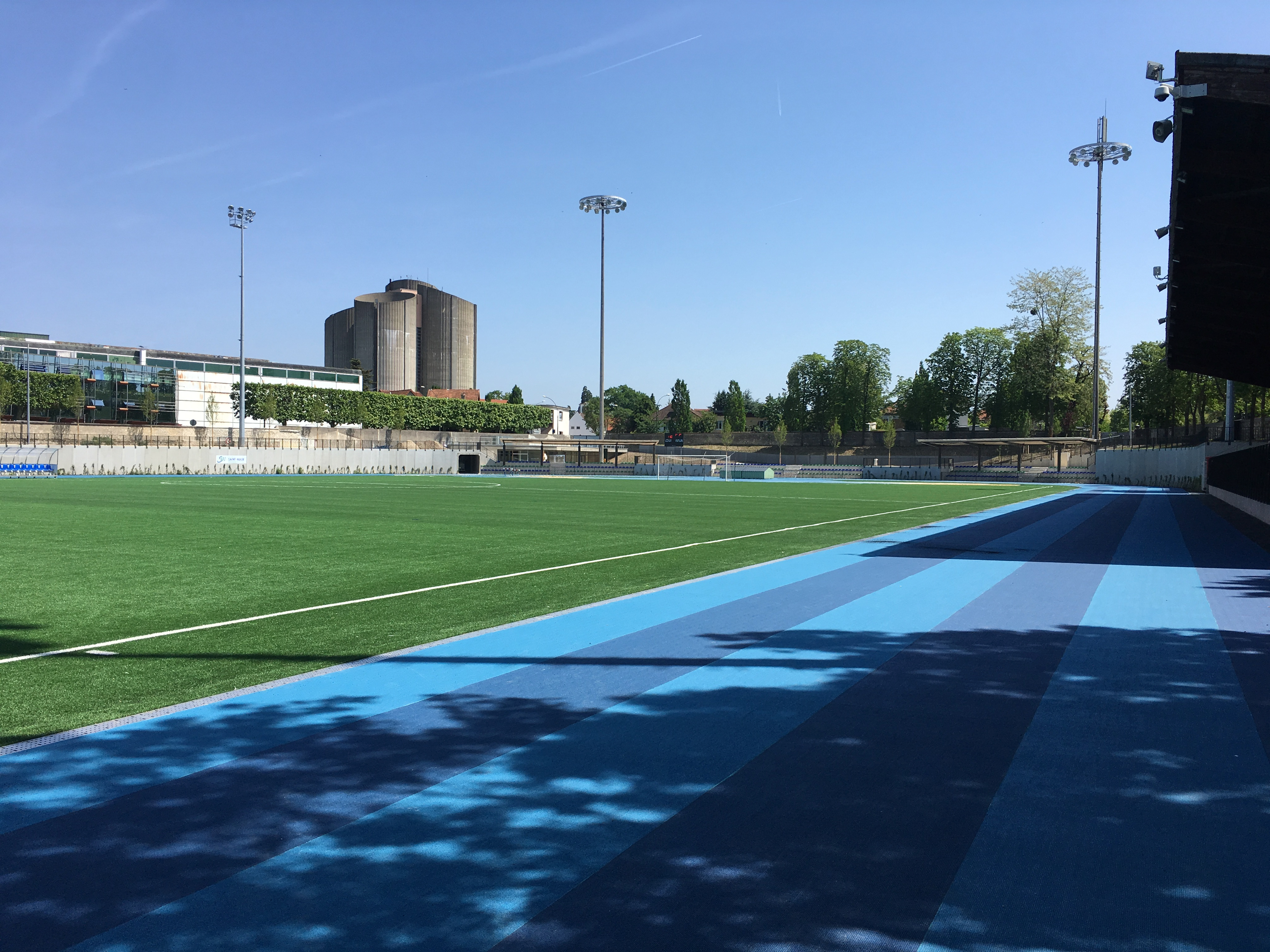
Stade Adolphe-Chéron

L'équipe première des Lusitanos évolue au Stade Adolphe-Chéron de Saint-Maur-des-Fossés, d'une capacité de 3 500 places.

## Identité et image

### Logos

Ancien logo
Jusqu'en 2018
Depuis 2018[34]

### Rivalité
Les Lusitanos de Saint-Maur entretiennent une grande rivalité sportive avec le club voisin de l'US Créteil-Lusitanos. Ce derby val-de-marnais est fort du fait de la proximité des deux villes (moins de 5 km), leurs origines portugaises et leur histoire commune avec un entraîneur, Carlos Secretário, qui a officié dans les deux équipes ou encore un président, Armand Lopes, qui est parti d'un club pour l'autre en 2002.
Les deux clubs se retrouvent en 2014 au 7e tour de la Coupe de France, les Lusitanos, qui évolue alors en Division d'Honneur, éliminent Créteil, alors en Ligue 2, 4 buts à 3. Trois ans plus tard, au 6e tour de l'édition 2017-2018, les Saint-Mauriens éliminent une nouvelle fois Créteil, cette fois-ci sur un score encore plus large malgré l'écart de division (0-3). Les deux formations ne suivant pas la même trajectoire, elles se retrouvent au même niveau, en National 2, en 2018-2019 pour la première fois depuis 19 ans.

## Section féminine
Le club possède depuis 2012 une section féminine, créée à l'initiative de Miguel Almeida, ancien responsable de l'école de foot masculine, et de Manon Delval, responsable de l'école de foot féminine. La section débute alors avec une équipe U6-U7 de 7 joueuses et compte désormais en 2019 31 licenciées formant des équipes U9F, U11F, U13F et U15F. L'objectif étant de créer une équipe U18F puis une équipe senior féminine.